# Paracles ockendeni
Paracles ockendeni är en fjärilsart som beskrevs av Rothschild 1910. Paracles ockendeni ingår i släktet Paracles och familjen björnspinnare. Inga underarter finns listade i Catalogue of Life.